# الوصول عالي السرعة المعزز لرزم البيانات

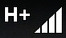
رمز الوصول السريع والمدعم للبيانات، أثناء تشغيل تبادل البيانات

الوصول عالي السرعة المُعزز لرزم البيانات (بالإنجليزية: High Speed Packet Access Plus اختصاراً +HSPA)‏ هو معيار لنظام للاتصالات اللاسلكية، وتطوير للمعيار السابق الوصول السريع للبيانات يشار إليه بHSPA، والذي يُعتبر الإصدار السابع لمشاريع الجيل الثالث المشتركة 3GPP، يمكن  للوصول السريع والمدعم للبيانات أن يصل لمعدل بيانات متداولة تصل إلى 42 ميغابايت في الثانية وذلك لتوفر أبراج الاتصال على هوائي يعمل بتكنولوجيا تكوين الشعاع والاتصالات متعددة الاستقبال والارسال.
فتكنولوجيا تشكيل الشعاع تقوم على توجيه الإشارات المنبعثة من الهوائي بشكل مركز نحو المتصل، أما تكنولوجيا الاتصالات متعددة الاستقبال و الإرسال فتستعين بعدّة هوائيات على جانبي البرج للإرسال والاستقبال. مهّد الوصول السريع والمدعم للبيانات الطريق لشركات الاتصال من أجل تطوير المعيار إلى الجيل الرابع والذي سيمكن المستخدمين من الوصول للبيانات بسرعة أكبر، دون الحاجة لتعديل موجات الراديو . يجب عدم الخلط بين الوصول السريع والمدعم للبيانات و الوصول طويل الأمد الذي يحتاج إلى تعديل موجات الراديو المبنية على نظام التردد المتعامد متعدد الوصول والوصول المتعدد.

## التحميل
تصل سرعة معدل نقل البيانات في اتجاه المستخدمين إلى أكثر من 28 ميغابيت في الثانية، إلا أن هذا الرقم قد يتغير وذلك حسب عدد المستخدمين المتصلين بنفس برج الاتصال، ومدى البعد أو القرب من البرج أو الحواجز بينه وبين المستخدم. ورغم ذلك فإنه نادرا ما تسجل هده السرعات

## نظام بروتوكول إنترنت للجميع
لعل العمل بنظام بروتوكول إنترنت للجميع، أحد الخيارات الواردة للوصول السريع والمدعم للبيانات والذي تتصل من خلاله المحطات الأساسية مع باقي الشبكة عن طريق بروتوكول إنترنت .
تُعتبر شبكة نوكيا سيمنس أول شركة تجارية تطبق نضام بوتوكول إنترنت للجميع تحت معيار الوصول السريع والمدعم للبيانات.